# 愛知県立御津あおば高等学校
愛知県立御津あおば高等学校（あいちけんりつ みとあおばこうとうがっこう、英: Aichi Prefectural Mito Aoba High School）は、愛知県豊川市御津町豊沢松ノ下にある公立高等学校。2023年（令和5年）3月までの名称は愛知県立御津高等学校（あいちけんりつ みとこうとうがっこう）。
豊川市や蒲郡市から通学する生徒が多いが、国際教養科は三河地方の広い範囲から志願者を集める。2023年（令和5年）4月には愛知県立御津高等学校から愛知県立御津あおば高等学校に校名を変更した。全日制単位制に移行し、昼間定時制を併設した。

## 沿革
- 1986年（昭和61年） - 愛知県立御津高等学校として開校。
- 1989年（平成元年） - 英語科設置。
- 1993年（平成5年） - 全国高校総体で弓道部男子が優勝。
- 2008年（平成20年） - 文部科学省より「スーパー・イングリッシュ・ランゲージ・ハイスクール」（SELHi）の指定を受ける。
- 2012年（平成24年） - 名鉄国府駅と御津高校を往復するスクールバスの運行開始。
- 2013年（平成25年） - 英語科を国際教養科に再編。
- 2016年（平成28年）3月 - スクールバスを廃止。
- 2023年（令和5年） - 愛知県立御津あおば高等学校に校名変更。新入生から全日制単位制に移行するとともに昼間定時制を併置。
- 2025年4月 - 全日制・昼間定時制・通信制の3課程を1つの学校内に置き、3課程間をフレキシブルに行き来して学べる高校「フレキシブルハイスクール」を開設予定[3]。

## 校訓
- みがく

## 行事
- 4月 - 入学式、始業式、オリエンテーション（1年生）
- 5月 - 英語集中合宿（国際教養科）
- 6月 - 体育大会
- 7月 - クラスマッチ
- 8月 - 海外英語研修（普通科・国際教養科）
- 9月 - 文化祭
- 10月 - 外国人留学生による日本語弁論大会、遠足（1年生）、修学旅行（2年生）
- 3月 - 卒業式

## 著名な出身者
- 日高万里 - 漫画家。
- しがせいこ - 歌手。
- オダトモヒト - 漫画家。

## 最寄駅
- 名鉄名古屋本線・豊川線：国府駅下車
- JR東海道本線：愛知御津駅下車

通学時間帯に高校付近を通る路線バスは存在していないため、本校へは最寄りの駅から徒歩か自転車でのアクセスとなる。